# Исраелян, Сергей Хоренович
Сергей Хоренович Исраелян (арм. Սերգեյ Խորենի Իսրաելյան, 11 февраля 1937, Казах, Азербайджанская ССР — 16 октября 2003, Ереван, Армения) — советский и армянский кинорежиссёр, сценарист и кинооператор, бывший депутат парламента.

## Биография
- 1961 — вступил в КПСС[1].
- 1965 — окончил Всесоюзный государственный институт кинематографии (Москва). Оператор, постановщик. Профессор. Лауреат Государственной премии Армянской ССР. Заслуженный деятель искусств Армянской ССР (1977). Народный артист Армянской ССР (1987). Награждён медалью Мовсеса Хоренаци (1998).
- 1955—1999 — работал на киностудии «Арменфильм» помощником оператора, ассистентом, оператором-постановщиком, постановщиком.
- С 1987 — председатель союза кинематографистов Армении.
- С 1988 — преподавал в Армянском государственном педагогическом институте им. Х. Абовяна.
- 1999—2003 — депутат парламента. Член постоянной комиссии по вопросам науки, образования, культуры и молодёжи.
- 25 мая 2003 — вновь избран депутатом парламента. Член постоянной комиссии по вопросам науки, образования, культуры и молодёжи. Беспартийный.

## Память

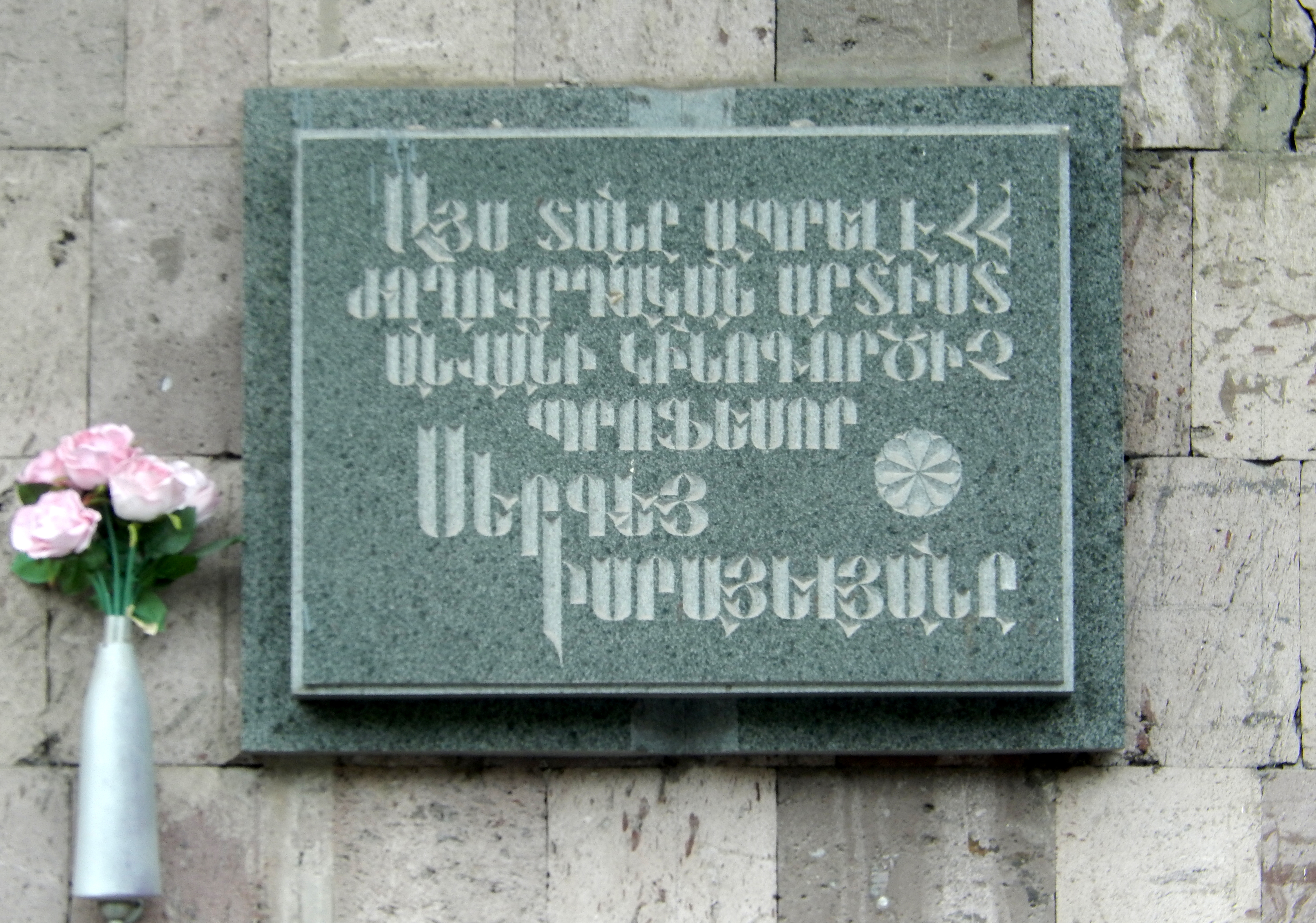
Мемориальная доска Сергею Исраеляну в Ереване, на ул. Езника Кохбаци

В 2012 году в рамках фестиваля «Киноосень» был проведён юбилейный вечер, приуроченный к 75-летию Сергея Исраеляна

## Фильмография

### Режиссёр
- 1975 — Приглашение на танец
- 1982 — Гикор
- 1984 — Белые грёзы
- 1991 — Загнанные

### Сценарист
- 1974 — Арарат в Бейруте
- 1975 — Приглашение на танец
- 1985 — Спорткомплекс Цицернакаберд
- 1987 — Армянские дни в Аргентине

### Оператор
- 1964 — Мнимый доносчик
- 1966 — Автомобиль Авдо
- 1967 — Треугольник
- 1968 — Песня песней
- 1969 — Мосты через забвение
- 1971 — Хатабала
- 1971 — Письма родным
- 1971 — Репортаж из Парижа
- 1973 — Терпкий виноград
- 1973 — Утёс
- 1974 — Арарат в Бейруте
- 1975 — В горах моё сердце
- 1975 — Приглашение на танец
- 1975 — Сегодня солнечный день
- 1977 — Наапет
- 1978 — Аревик
- 1980 — Пощёчина
- 1982 — Капля мёда
- 1985 — Спорткомплекс Цицернакаберд
- 1987 — Армянские дни в Аргентине